# Världsmästerskapen i landsvägscykling 1921
Världsmästerskapen i landsvägscykling 2021 avgjordes i Köpenhamn I Danmark från den 4 augusti 1921. Det var mästerskapens första upplaga och arrangerades av UCI.
Enbart amatörer fick tillstånd att tävla i mästerskapet, som bestod av en gren - herrarnas linjelopp.
Gunnar Sköld från Sverige vann tävlingen före dansken Willum Nielsen och britten Charles Davey.

## Medaljörer
| Gren                | Guld                   | Guld    | Silver                   | Silver | Brons                          | Brons |
| Herrarnas linjelopp | Gunnar Sköld · Sverige | 6:18.17 | Willum Nielsen · Danmark | +4.53  | Charles Davey · Storbritannien | +5.28 |

## Resultat
Enbart 16 tävlande fullföljde loppet på 190km. Arie Krijgsman från Nederländerna fick en sluttid på 7:35.21 (17:e plats), men tiden står ej med i UCI officiella resultatlista.
| №  | Tävlande                 | Tid     | Diff.  |
| -- | ------------------------ | ------- | ------ |
| 1  | Gunnar Sköld (SWE)       | 6:18.17 | ±0     |
| 2  | Willum Nielsen (DEN)     | 6:23.10 | +4.53  |
| 3  | Charles Davey (GBR)      | 6:23.45 | +5.28  |
| 4  | Fernand Canteloube (FRA) | 6:28.09 | +10.51 |
| 5  | Ragnar Malm (SWE)        | 6:29.24 | +11.07 |
| 6  | Marcel Huot (FRA)        | 6:32.00 | +13.43 |
| 7  | Ahrensborg Clausen (DEN) | 6:36.13 | +17.56 |
| 8  | Algot Persson (SWE)      | 6:39.06 | +20.49 |
| 9  | Marcel Gobillot (FRA)    | 6:39.17 | +21.00 |
| 10 | Henrik Morén (SWE)       | 6:41.15 | +22.58 |
| 11 | Orla Larsen (DEN)        | 6:44.17 | +26.00 |
| 12 | Dave Marsh (GBR)         | 6:45.48 | +27.31 |
| 13 | Jack Rossiter (GBR)      | 6:47.29 | +29.12 |
| 14 | Henry George (BEL)       | 6:55.48 | +37.31 |
| 15 | Albert Cantou (FRA)      | 7:06.51 | +48.34 |
| 16 | Edmund Hansen (DEN)      | 7:14.57 | +56.40 |

Klassificering efter nation
| № | Nation    | Totaltid |
| - | --------- | -------- |
| 1 | Sverige   | 26:08.02 |
| 2 | Frankrike | 26:46.19 |
| 3 | Danmark   | 27:00.01 |